# Ороного (Міссурі)
Ороного (англ. Oronogo) — місто (англ. city) в США, в окрузі Джеспер штату Міссурі. Населення — 2558 осіб (2020).

## Географія
Ороного розташоване за координатами 37°11′30″ пн. ш. 94°27′50″ зх. д. / 37.19167° пн. ш. 94.46389° зх. д. (37.191743, -94.463867).  За даними Бюро перепису населення США в 2010 році місто мало площу 6,51 км², з яких 6,44 км² — суходіл та 0,07 км² — водойми.

## Демографія
Згідно з переписом 2010 року, у місті мешкала 2381 особа в 772 домогосподарствах у складі 646 родин. Густота населення становила 366 осіб/км².  Було 821 помешкання (126/км²).
Расовий склад населення:
| - 91,9 % — білих - 2,0 % — корінних американців - 0,6 % — азіатів - 0,3 % — чорних або афроамериканців - 1,4 % — осіб інших рас |

До двох чи більше рас належало 3,8 %. Частка іспаномовних становила 4,0 % від усіх жителів.
За віковим діапазоном населення розподілялося таким чином: 35,5 % — особи молодші 18 років, 58,8 % — особи у віці 18—64 років, 5,7 % — особи у віці 65 років та старші. Медіана віку мешканця становила 29,0 року. На 100 осіб жіночої статі у місті припадало 98,3 чоловіків;  на 100 жінок у віці від 18 років та старших — 95,0 чоловіків також старших 18 років.
Середній дохід на одне домашнє господарство  становив 71 366 доларів США (медіана — 67 891), а середній дохід на одну сім'ю — 74 412 долари (медіана — 70 759). Медіана доходів становила 46 917 доларів для чоловіків та 32 365 доларів для жінок. За межею бідності перебувало 11,0 % осіб, у тому числі 13,7 % дітей у віці до 18 років та 10,4 % осіб у віці 65 років та старших.
Цивільне працевлаштоване населення становило 1268 осіб. Основні галузі зайнятості: освіта, охорона здоров'я та соціальна допомога — 26,9 %, роздрібна торгівля — 17,1 %, виробництво — 16,6 %.